# Адамців гай
Адамців гай — комплексна пам'ятка природи місцевого значення в Україні. Розташована в межах Полонського району Хмельницької області, на північний схід від с. Коханівка
Площа 19,0 га. Статус надано відповідно до розпорядження голови Хмельницької ОДА від 28.09.1995 року № 67-р. Перебуває у віданні ЛКП «Лісовик»
Являє собою лісовий масив на горбистій місцевості помереженій глибокими улоговинами. Переважають насадження граба з домішкою дуба, липи, акації. Поодиноко трапляється ялина, береза, черешня. В підліску та на узліссях зростають глід, терен, ліщина, груша, яблуня.
Має значне ґрунтозахисне, водорегулююче та рекреаційне значення. Розташовуючись серед агроландшафтів з домінуванням ріллі, є цінним резерватом для природної флори та фауни.